# Coffea affinis
Coffea affinis är en måreväxtart som beskrevs av De Wild.. Coffea affinis ingår i släktet Coffea och familjen måreväxter. Inga underarter finns listade i Catalogue of Life.